# Teddy Williams
Pour les articles homonymes, voir Williams.

a Compétitions nationales et continentales officielles uniquement.

b Matchs officiels uniquement.
Dernière mise à jour le 27 décembre 2024.
Teddy Williams, né le 18 octobre 2000 à Cardiff (pays de Galles), est un joueur international gallois de rugby à XV jouant au poste de deuxième ligne à Cardiff Rugby.
Son père, Owain Williams (en), ainsi que son oncle, Gareth Williams, sont également des joueurs internationaux gallois de rugby à XV.

## Biographie
Teddy Williams représente d'abord le pays de Galles chez les moins de 18 ans.
En 2019, il est sélectionné avec l'équipe du pays de Galles des moins de 20 ans pour le Tournoi des Six Nations, puis pour le Championnat du monde junior.
Teddy Williams signe son premier contrat professionnel avec Cardiff Rugby en septembre 2020. Il fait ensuite ses débuts professionnels lors de la sixième journée de Pro14 de la saison 2020-2021, contre le Benetton Trévise.
Par la suite, il est convoqué pour la première fois de sa carrière avec l'équipe sénior du pays de Galles par Warren Gatland pour le Tournoi des Six Nations 2023. Ensuite, le 1er mai 2023, il est convoqué dans un groupe de 54 joueurs en préparation de la Coupe du monde 2023. Quelques semaines plus tard, il est conservé dans un groupe plus restreint de 42 joueurs. Il obtient alors sa première sélection avec son pays le 19 août 2023 entrant en jeu dans une lourde défaite 52 à 16 contre l'Afrique du Sud. Il n'est ensuite finalement pas retenu dans le groupe de 33 joueurs participant à la Coupe du monde. Au mois de novembre 2023, il participe à un match non-officiel contre les Barbarians.
Avant le début de saison 2023-2024, alors qu'il est convoité par les Exeter Chiefs qui souhaitent le recruter, il prolonge finalement son contrat avec Cardiff Rugby. Au mois de janvier 2024, il est sélectionné pour le Tournoi des Six Nations,.
En 2025, il est convoqué pour le Tournoi des Six Nations.

## Vie privée
Teddy Williams est le fils d'Owain Williams (en) et le neveu de Gareth Williams, tous deux internationaux gallois,.
À côté du rugby, il fait des études de génie civil à l'université de Cardiff.